# The World According to Garp (filme)
The World According to Garp (no Brasil, O Mundo Segundo Garp) é um filme estadunidense de 1982 do género drama, dirigido por George Roy Hill.
Trata de temas delicados, tais como filhos bastardos, homossexualidade, feminismo, adultério e sexualidade infantil, narrados pelo protagonista em tom de comédia romântica. O roteiro do filme é baseado no best-seller de 1978, The World According to Garp, de John Irving.
É uma crônica sobre a vida do fictício T.S. Garp, um escritor de talento que convive com o fato de que sua mãe se tornou muito rica e famosa, ao escrever um único livro sobre a própria vida, tornando pública as convicções dela de teor feminista e também a origem de Garp, sempre identificado como o "filho bastardo da escritora".

## Sinopse
Nos anos 40, a enfermeira Jenny Fields escandaliza a sua família ao engravidar fora do casamento. Os pais querem saber quem é o homem, mas Jenny sabe apenas que ele se chamava Garp, um soldado aviador moribundo que conhecera num hospital militar. Jenny conta que sempre quis um filho, mas não queria ter que suportar um marido para realizar seu intento. Quando encontrou o soldado, percebeu que poderia realizar seu desejo. Ela chama o filho com o mesmo nome do pai, Garp.
Garp, o filho, cresce à sombra da mãe, que sempre o vigia contra o sentimento da "luxúria". Já trabalhando como escritor, Garp tem de conviver com o fato de que sua mãe tornou sua história pública, ao escrever um único livro, que se transformou em um sucesso de vendas. Depois de se casar e ter um filho, Garp se torna amigo de uma mulher transexual chamada Roberta, que assim como sua mãe, que foi perseguida e correu perigo de vida por ataques dos antifeministas e que também sofre com o preconceito contra a comunidade LGBT.

## Elenco principal
- Robin Williams.... T.S. Garp
- Mary Beth Hurt.... Helen Holm
- Glenn Close.... Jenny Fields
- John Lithgow.... Roberta Muldoon
- Hume Cronyn.... Sr. Fields
- Jessica Tandy.... Sra. Fields
- Swoosie Kurtz
- Peter Michael Goetz....John Wolfe

## Principais prêmios e indicações
Glenn Close e John Lithgow foram indicados ao Oscar de melhor atriz coadjuvante e melhor ator coadjuvante respectivamente.